# Segrià

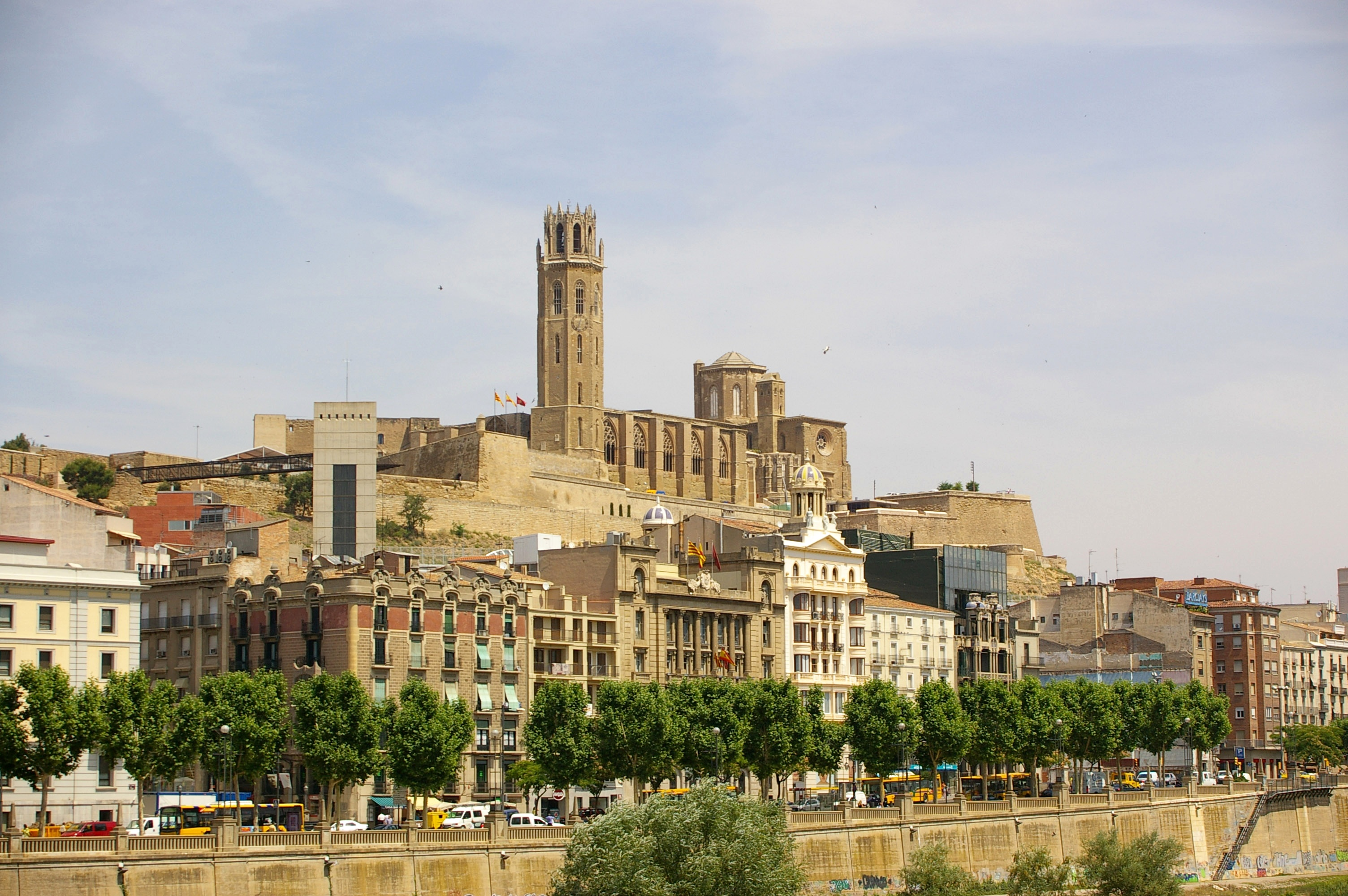
Lleida

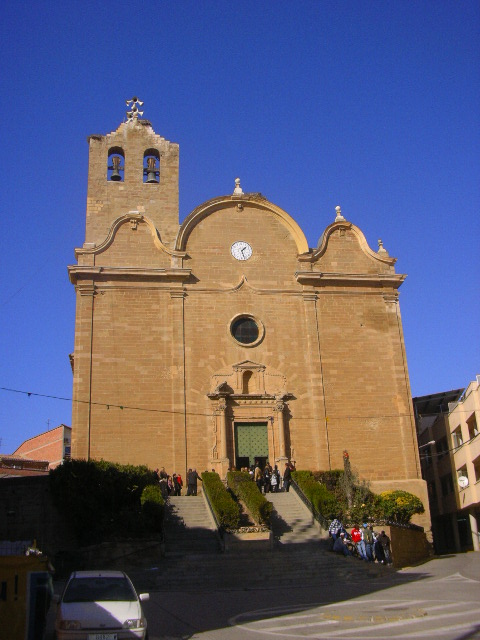
Alcarràs

Segrià (spanyolul Segriá) járás (comarca) Katalóniában, Lleida tartományban, a Segre folyó mentén. A járás több mint kétharmada, mintegy 140 ezer fő, a székhelyen, Lleidában él. Segrià Noguera, Pla d’Urgell, Garrigues, Ribera d’Ebre, La Litera, Bajo Cinca/Baix Cinca és Bajo Aragón-Caspe/Baix Aragó-Casp comarcákkal határos.

## Települések
A települések utáni szám a népességet mutatja. Az adatok 2001-esek.
- Aitona - 2218
- Els Alamús - 691
- Albatàrrec - 1306
- Alcanó - 258
- Alcarràs - 7000+
- Alcoletge - 1899
- Alfarràs - 2881
- Alfés - 320
- Alguaire - 2872
- Almacelles - 5702
- Almatret - 461
- Almenar - 3481
- Alpicat - 4672
- Artesa de Lleida -  1318
- Aspa - 269
- Benavent de Segrià - 1077
- Corbins - 1133
- Gimenells i el Pla de la Font - 1079
- La Granja d'Escarp - 1059
- Llardecans - 595
- Lleida (sp. Lérida) - 118 035
- Maials - 947
- Massalcoreig - 607
- Montoliu de Lleida - 456
- La Portella - 643
- Puigverd de Lleida - 1092
- Rosselló - 1986
- Sarroca de Lleida - 444
- Seròs - 1754
- Soses - 1552
- Sudanell - 738
- Sunyer - 289
- Torre-serona - 347
- Torrebesses - 305
- Torrefarrera - 2138
- Torres de Segre - 1879
- Vilanova de Segrià - 782
- Vilanova de la Barca - 904